# Rio do Oeiras (vattendrag i Brasilien)
Rio do Oeiras är ett vattendrag i Brasilien.   Det ligger i delstaten Pará, i den nordöstra delen av landet, 1 500 km norr om huvudstaden Brasília.
I omgivningarna runt Rio do Oeiras växer i huvudsak städsegrön lövskog. Runt Rio do Oeiras är det mycket glesbefolkat, med 6 invånare per kvadratkilometer.